# Hobart International 2015
Hobart International 2015 - жіночий тенісний турнір, який проходив на хардових кортах Міжнародного тенісного центру в місті Гобарті (Австралія) з 11 по 17 січня 2015 року, в рамках туру WTA 2015. Це було 22-ге за ліком подібне змагання.

## Очки і призові

### Нарахування очок
| Дисципліна       | П   | Ф   | ПФ  | ЧФ | 1/8 | 1/16 | Q   | Q3  | Q2  | Q1  |
| Одиночний розряд | 280 | 180 | 110 | 60 | 30  | 1    | 18  | 14  | 10  | 1   |
| Парний розряд    | 280 | 180 | 110 | 60 | 1   | Н/Д  | Н/Д | Н/Д | Н/Д | Н/Д |

### Призові гроші
| Дисципліна       | П       | Ф       | ПФ      | ЧФ     | 1/8    | 1/161  | Q3     | Q2   | Q1   |
| Одиночний розряд | $43,000 | $21,400 | $11,300 | $5,900 | $3,310 | $1,925 | $1,005 | $730 | $530 |
| Парний розряд *  | $12,300 | $6,400  | $3,435  | $1,820 | $960   | Н/Д    | Н/Д    | Н/Д  | Н/Д  |

1 Кваліфаєри отримують і призові гроші 1/16 фіналу

* на пару

## Учасниці основної сітки в одиночному розряді

### Сіяні гравчині
| Країна    | Гравчиня         | Рейтинг1 | посіяний |
| --------- | ---------------- | -------- | -------- |
| Австралія | Кейсі Деллаква   | 29       | 1        |
| США       | Варвара Лепченко | 30       | 2        |
| Казахстан | Заріна Діяс      | 31       | 3        |
| США       | Слоун Стівенс    | 34       | 4        |
| Італія    | Каміла Джорджі   | 35       | 5        |
| Німеччина | Мона Бартель     | 40       | 6        |
| США       | Алісон Ріск      | 42       | 7        |
| Італія    | Роберта Вінчі    | 44       | 8        |
| Чехія     | Клара Коукалова  | 45       | 9        |

- 1 Рейтинг станом на 12 січня 2015 року.

### Інші учасниці
Нижче наведено учасниць, які отримали вайлдкард на участь в основній сітці:
- Даніела Гантухова
- Олівія Роговська
- Сторм Сендерз

The following player received entry as a special exempt:
- Чжен Сайсай

Нижче наведено гравчинь, які пробились в основну сітку через стадію кваліфікації:
- Медісон Бренгл
- Рішель Гогеркамп
- Катерина Козлова
- Юганна Ларссон

Як щасливий лузер в основну сітку потрапили такі гравц:
- Сільвія Солер Еспіноза

### Відмовились від участі
До початку турніру
- Варвара Лепченко (травма правого гомілковостопного суглоба) → її замінила Сільвія Солер Еспіноза

Під час турніру
- Кая Канепі (вірусне захворювання)

### Знялись
- Крістіна Макгейл (травма правого плеча)
- Міряна Лучич-Бароні (травма лівої ноги)
- Чжен Сайсай (травма лівого стегна)

## Учасниці основної сітки в парному розряді

### Сіяні гравчині
| Країна   | Гравчиня            | Країна   | Гравчиня          | Рейтинг1 | посіяний |
| -------- | ------------------- | -------- | ----------------- | -------- | -------- |
| Зімбабве | Кара Блек           | КНР      | Чжен Сайсай       | 90       | 1        |
| Польща   | Клаудія Янс-Ігначик | Словенія | Андрея Клепач     | 103      | 2        |
| Хорватія | Дарія Юрак          | США      | Меган Мултон-Леві | 111      | 3        |
| Іспанія  | Лара Арруабаррена   | Румунія  | Ралука Олару      | 117      | 4        |

- 1 Рейтинг станом на 5 січня 2015 року.

### Відмовились від участі
Під час турніру
- Міряна Лучич-Бароні (травма лівої ноги)
- Слоун Стівенс (травма живота)

### Знялись
- Кара Блек (вірусне захворювання)

## Переможниці та фіналістки

### Одиночний розряд
- Гезер Вотсон —  Медісон Бренгл, 6–3, 6–4

### Парний розряд
- Кікі Бертенс /  Юганна Ларссон —  Віталія Дяченко /  Моніка Нікулеску, 7–5, 6–3